# Iscadia apertella
Iscadia apertella är en fjärilsart som beskrevs av Embrik Strand 1917. Iscadia apertella ingår i släktet Iscadia och familjen trågspinnare. Inga underarter finns listade i Catalogue of Life.